# Bacúch
Bacúch és un poble i municipi d'Eslovàquia que es troba a la regió de Banská Bystrica.

## Història
La primera menció escrita de la vila es remunta al 1274.

## Demografia
| Godina             | 1994 | 2004   | 2014   | 2024   |
| ------------------ | ---- | ------ | ------ | ------ |
| Nombre de persones | 1112 | 1030   | 973    | 894    |
| Diferència         |      | −7,37% | −5,53% | −8,11% |

| Godina             | 2023 | 2024   |
| ------------------ | ---- | ------ |
| Nombre de persones | 897  | 894    |
| Diferència         |      | −0,33% |